# Municipio de Marcus
El municipio de Marcus (en inglés: Marcus Township) es un municipio ubicado en el condado de Cherokee en el estado estadounidense de Iowa. En el año 2010 tenía una población de 764 habitantes y una densidad poblacional de 8,18 personas por km².

## Geografía
El municipio de Marcus se encuentra ubicado en las coordenadas 42°51′58″N 95°47′59″O / 42.86611, -95.79972. Según la Oficina del Censo de los Estados Unidos, el municipio tiene una superficie total de 93.38 km², de la cual 93,38 km² corresponden a tierra firme y (0 %) 0 km² es agua.

## Demografía
Según el censo de 2010, había 764 personas residiendo en el municipio de Marcus. La densidad de población era de 8,18 hab./km². De los 764 habitantes, el municipio de Marcus estaba compuesto por el 97,38 % blancos, el 1,44 % eran amerindios, el 0,65 % eran de otras razas y el 0,52 % eran de una mezcla de razas. Del total de la población el 1,18 % eran hispanos o latinos de cualquier raza.